# Djingfoaga
Djingfoaga est une commune rurale située dans le département de Tibga de la province du Gourma dans la région de l'Est au Burkina Faso.

## Géographie
Djingfoaga est situé à 27 km au Nord-Est de Tibga et à 14 km au Nord-Est de Dianga. La commune est traversée par la route nationale 18.

## Santé et éducation
Le centre de soins le plus proche de Djingfoaga est le centre de santé et de promotion sociale (CSPS) de Dianga. Le village possède une école primaire.